# Convento de Santa Clara (Astudillo)
El convento de Santa Clara es un convento en el municipio español de Astudillo, en la provincia de Palencia.

## Descripción
El convento de Santa Clara se ubica en la localidad palentina de Astudillo, en Castilla y León. Fue fundado en 1356 por María de Padilla y su construcción duró toda la segunda mitad del siglo XIV y comienzos del siglo XV. La obra es fundamentalmente mudéjar, destacando la portada principal, realizada en piedra con almohadillados, rematado con dos arcos de ladrillo polilobulados y decorado su vestíbulo con yesería mudéjar.
La iglesia del convento fue construida a finales del siglo XIV. Consta de una nave que se cubre con artesonado mudéjar policromado y la cabecera se abre con bóveda de crucería gótica. Del claustro, muy restaurado, solo se conservan originales algunos alfarjes de la parte baja.
Fue declarado monumento arquitectónico-artístico perteneciente al Tesoro Artístico Nacional el 3 de junio de 1931, durante la Segunda República, mediante un decreto publicado el día 4 de ese mismo mes en la Gaceta de Madrid, con la rúbrica del presidente del Gobierno provisional de la República Niceto Alcalá-Zamora y el ministro de Educación Pública y Bellas Artes Marcelino Domingo y Sanjuán. En la actualidad cuenta con el estatus de Bien de Interés Cultural.